# Крайовска група
Крайовската група, или група от Крайова, е междуправителствена организация на 4 съседни страни в Югоизточна Европа - България, Румъния, Сърбия и Гърция.
Създадена е 24 април 2015 г. по време на среща в Крайова на министър-председателите на страните-участнички.
Има за цел развитието на икономическо (вкл. транспортно и енергийно) сътрудничество между държавите-участнички, както и на тяхната европейска интеграция, включително по ЕС – България и Румъния са членове на Европейския съюз от 2007 г., а Сърбия започва преговори за присъединяване към ЕС от януари 2014 г.
Сред първите инициативи е решението, прието на среща във Видин на 17 юни същата година, за укрепване на дълекосъобщителните връзки между граничните райони на страните-участнички.
Подобна организация е Вишеградската група, обединила централноевропейските държави Полша, Унгария, Чехословакия (наследена от нейните приемнички Чехия и Словакия), които подписват съвместна декларация за стремеж към интеграция в европейските структури във Вишеград (Унгария) на 15 февруари 1991 г.